# Richard Skiba
Richard Gerhard Wilhelm Skiba (* 12. Februar 1900 in Münster; † 1969) war ein deutscher Staatssekretär in Niedersachsen und leitete die Niedersächsische Staatskanzlei.

## Leben
Nach dem Besuch der Domschule und dem Abitur am Humanistischen Gymnasium in Münster nahm Skiba ein Studium der Rechtswissenschaft an den Universitäten in Münster und Bonn auf, das er mit dem Zweiten Juristischen Staatsexamen beendete. 1924 trat er in den Regierungsdienst ein.
1945 übernahm Skiba eine Tätigkeit im hannoverschen Oberpräsidium, der späteren Staatskanzlei. Von 1946 bis 1959, als er durch Curt Miehe abgelöst wurde, leitete er die Staatskanzlei.
Kurt Ihlefeld, Mitglied der DP, schrieb über Skiba im „Neuen Landesdienst Hannover – Kulisse“: „Staatssekretär Skiba ... kann nicht als politisch interessierte Persönlichkeit angesehen werden. Zweifellos ist es ihm zu verdanken, daß in den Jahren der SPD-Herrschaft manches Schlimmere verhütet werden konnte, er ist aber, nicht zuletzt auf Grund seiner früheren Stellung in Mittelbehörden, in erster Linie Beamter, dessen Stärke mehr bei der allgemeinen Verwaltungsarbeit als bei der Erledigung politischer Aufgaben liegt. Skiba ist übrigens, bevor er seinen Posten in Hannover übernahm, noch nie in einem Ministerium tätig gewesen.“
1959 wurde Skiba Geschäftsführer der Niedersachsen GmbH mit Sitz in Hannover.
Er wurde mit dem Großen Verdienstkreuzes mit Stern des Verdienstordens der Bundesrepublik Deutschland ausgezeichnet. 
Er war seit 1918 Mitglied der katholischen Studentenverbindung VKDSt Saxonia Münster im CV.